# 1852
1852 (MDCCCLII) a fost un an bisect al calendarului gregorian, care a început într-o zi de joi.

## Evenimente

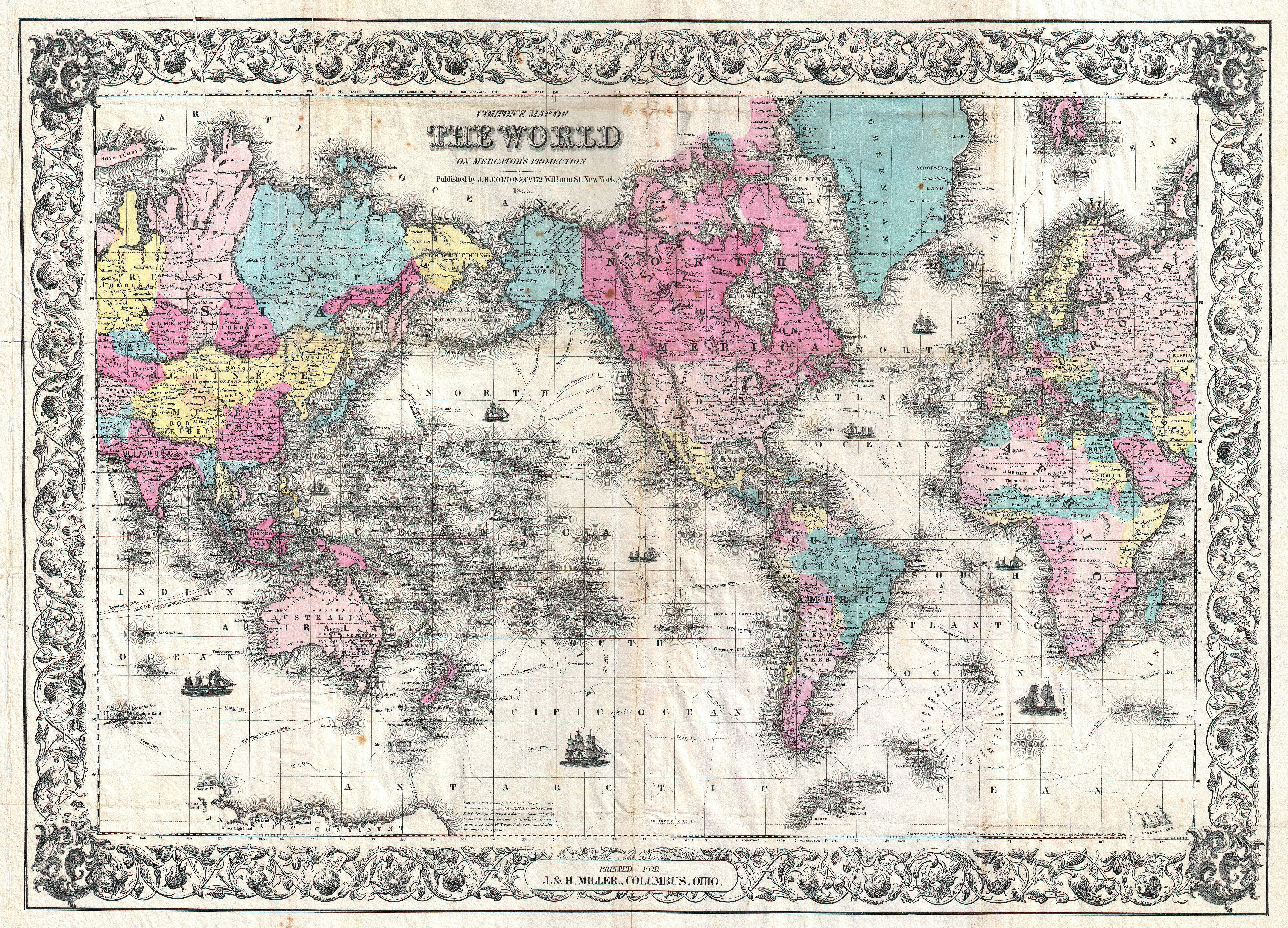
Harta lumii în 1852.

### Ianuarie
- 1 ianuarie: În Țara Românească intră în vigoare Codul penal și de procedură penală "Condica criminalicească și procedura ei", inspirat de codurile franceze, la care lucraseră din 1841 Gh. Bibescu, Petroniu Constantin s.a. Codurile vor fi aplicate până în 1865.

### Noiembrie
- 2 noiembrie: Democratul Franklin Pierce este ales (al 14-lea) președinte al Statelor Unite.
- 11 noiembrie: Inaugurarea noului palat Westminster.

### Decembrie
- 2 decembrie: Proclamând A Doua Republică, Louis-Napoléon Bonaparte devine împăratul Napoleon al III-lea. A durat până în anul 1870.
- 31 decembrie: Se inaugurează Teatrul cel Mare din București, cu piesa "Zoe sau Amantul împrumutat". În 1875, devine Teatru Național, sub directoratul scriitorului Alexandru Odobescu..

### Nedatate
- A început cel de-al doilea război anglo-birmanez, dintr-o serie de trei conflicte armate.
- Frații Capșa deschid la București localul "La doi frați, Anton și Vasile Capșa".
- S-a înființat Anheuser-Busch Co., Inc., din SUA, unul dintre cei mai mari producători de bere pe plan mondial.
- Timișoara este legată de Viena printr-o linie electrică de telegraf. Aceasta este prima linie de telegraf de pe actualul teritoriu al României.

## Arte, științe, literatură și filozofie
- Filosoful francez Auguste Comte publică Catéchisme positiviste
- James Prescott Joule a stabilit variația temperaturii unui gaz real la scăderea adiabatică a presiunii prin traversarea unui orificiu îngust sau a unui perete poros (efectul Joule–Thomson)
- Medicul german Robert Remak descoperă diviziunea celulară
- Premiera comediei Chirița în provincie de Vasile Alecsandri
- Prozatoarea americană Harriet Beecher Stowe publică Coliba unchiului Tom

## Nașteri
- 12 ianuarie: Joseph Jacques Césaire Joffre, mareșal francez (d. 1931)
- 21 ianuarie: Vasile Lucaciu, preot greco-catolic, teolog, politician și memorandist român, militant pentru drepturile românilor din Transilvania (d. 1922)
- 30 ianuarie: Ion Luca Caragiale, dramaturg român (d. 1912)
- 15 februarie: Prințesa Maria de Battenberg, prințesă de Battenberg și de Erbach-Schönberg (d. 1923)
- 22 aprilie: William al IV-lea, Mare Duce de Luxemburg (d. 1912)
- 25 iunie: Antoni Gaudi, arhitect spaniol (d. 1926)
- 2 septembrie: Paul Bourget, scriitor francez (d. 1935)
- 12 septembrie: Herbert Henry Asquith, politician britanic, prim-ministru al Regatului Unit (1908-1916), (d. 1928)
- 28 septembrie: Henri Moissan, chimist francez, laureat al Premiului Nobel (1906), (d. 1907)
- 2 octombrie: William Ramsay, chimist scoțian, laureat al Premiului Nobel (1904), (d. 1916)
- 9 octombrie: Hermann Emil Fischer, chimist german, laureat al Premiului Nobel (1902), (d. 1919)
- 3 noiembrie: Împăratul Meiji al Japoniei (1867-1912), (d. 1912)
- 21 noiembrie: Francisco Tárrega, compozitor spaniol (d. 1909)
- 15 decembrie: Antoine Henri Becquerel, fizician francez, laureat al Premiului Nobel (1903), (d. 1908)
- 19 decembrie: Albert Michelson, fizician american, laureat al Premiului Nobel (1907), (d. 1931)

### Nedatate
- Aglae (Aglaia) Eminovici, sora mai mică a poetului român Mihai Eminescu (d. 1900)

## Decese
- 6 ianuarie: Louis Braille, 43 ani, pedagog francez, inventatorul alfabetului pentru nevăzători (n. 1809)
- 25 februarie: Thomas Moore, 72 ani, poet irlandez (n. 1779)
- 4 martie: Nikolai Gogol, 42 ani, scriitor rus (n. 1809)
- 29 noiembrie: Nicolae Bălcescu, 33 ani, istoric, scriitor și revoluționar român, fruntaș al Revoluției de la 1848 din Muntenia (n. 1819)